# Церква Михайла Архангела (Новошахтинськ)
- | Зовнішні зображення | Зовнішні зображення      |
| ------------------- | ------------------------ |
|                     | Церква Михайла Архангела |

Церква Михайла Архангела (рос. Церковь Михаила Архангела) — православний храм у місті Новошахтинськ Ростовської області, Шахтинська і Міллеровська єпархія, Новошахтинське благочиння Російської Православної церкви.
Адреса: Росія, Ростовська область, м. Новошахтинськ, сел. Соколово-Кундрюченське, вул. Баженова, 1.

## Історія
У 1858 році в хуторі Соколово-Кундрюченському побудована однопрестольна дерев'яна церква. Церква будувалася на кошти прихожан, її піклувальником храму був військовий отаман, генерал від кавалерії Михайло Григорович Хомутов. Церква освячена 25 січня 1859 року на честь небесного покровителя Хомутова — преподобного Михайла Малеїна, православного святого, засновника монастирів на Кімінській горі, вчителя Афанасія Афонського, засновника Великої Лаври Афону. У 1890 році храм обкладений цеглою, ця робота зроблена козаком Федором Олексійовичем Ночкіним. У 1893 році силами церковного старости, козака Олексія Корніловича Барбаянова, дах покритий листами заліза, споруджена церковна сторожка. У причті храму числилися священник і псаломщик. У роки радянської влади храм був знесений.
У 1998 році почалося відродження храму. В колишньому селищі міського типу Ростовської області Соколово-Кундрюченському (нині місто Новошахтинськ) споруджена нова цегляна, однопрестольна церква. 4 червня 2001 року церква освячена архієпископом Ростовським і Новочеркаським Пантелеїмоном на честь Архістратига Михаїла.
Храм Архистратига Михаїла відвідують православні віряни прилеглих селищ: Соколово-Кундрюченського, Нової Соколівки, Ювілейного, м. Новошахтинська, Зарічного, Власівки, парафіяни міста Красний Сулин. Настоятель храму піклується також про християнські православні громади села Киселова, станиці Владимирської, селища Тополевого, хуторів: Павлівка, Божківка, Чернецов, Чекунов, Грязнов, Трифонівка, Велика Феодорівка, Мала Феодорівка, Обухів-4, Обухів-7, Пролетарка, Прохорівка Красносулинського району. У районі відкриті і функціонують молитовні будинки: Свято-Успенський у станиці Володимирська, Різдва Пресвятої Богородиці на хуторі Божковка.
В районі тривають роботи з відновлення храмів: Свято-Пантелеймонівського на хуторі Павлівка і Свято-Троїцького на хуторі Чернецов.

## Престольні свята
- Собор Архістратига Михаїла та інших Небесних Сил безплотних — 8/21 листопада;
- Спомин чуда Архістратига Михаїла, що було в Хонах — 6/19 вересня;
- Пам'ять Преподобного Михайла Малеїна, небесного покровителя Старої Соколівки — 12/25 липня. З 2005 року відроджена традиція шанування цього святого в парафії храму.

## Духовенство
Першим настоятелем храму був священик Сергій Черніков. Надалі в різний час настоятелями храму були:
- Священик Валерій Шильченко (2001—2004).
- Священик Василь Хадикін (2004—2008).

З листопада 2008 року і по теперішній день[прояснити] настоятелем храму є ієрей Олег Васильченко.